# پوگرانیچنیک (استان پاولودار)
پوگرانیچنیک (قزاقی: Пограничник) یک شهرک در استان پاولودار کشور قزاقستان است.